# Jean-Baptiste Biot
Jean-Baptiste Biot, francoski fizik, astronom in matematik, * 21. april 1774, Pariz, Francija, † 3. februar 1862, Pariz.

## Življenje in delo
Biot je leta 1800 postal profesor fizike na Francoskem kolegiju (Collège de France). Leta 1803 so ga z 29 leti izvolili za člana Francoske akademije znanosti (Académie des sciences).
Raziskoval je polarizacijo svetlobe v kemijskih raztopinah. Polarizacijo svetlobe je leta 1808 odkril Étienne Louis Malus pri odboju na dielektriku.
Biot je prvi odkril optično razliko sljude in zaradi tega so njemu v čast imenovali mineral biotit.
Leta 1803 je dokazal, da je skupina meteoritov padla z neba.
Leta 1804 je z balonom na topli zrak poletel z Gay-Lussacom na višino 5 km. Med poletom sta raziskovala ozračje in značilnosti zraka na različnih višinah. Dosegla sta največjo višino 6.000 m.
Leta 1815 je zasledil optično aktivnost, pojav da optična aktivna snov zasuče jakost električnega polja, ko se posveti nanjo z linearno polarizirano svetlobo. Njegova spoznanja na tem področju so osnova polarimetrične analize sladkorja.
V zgodnjih 1800. letih je raziskoval povezavo med električnim tokom in magnetizmom. Skupaj s Felixom Savartom je leta 1820 postavil Biot-Savartov zakon po katerem se lahko iz jakosti toka, ki teče skozi neko žico izračuna jakost magnetnega polja v okolici toka. Velikost jakosti magnetnega polja je:
{\displaystyle H={\frac {1}{4\pi }}-{\frac {\sin \phi \,d\,l}{r^{2}}}\!\,,}
če je {\displaystyle \phi \!\,} kot med smerjo električnega toka v odseku vodnika in zveznico odseka z izhodiščem. Če se torej podvoji tok po žici ali zmanjša razdaljo do nje na polovico, bo jakost magnetnega polja dvakrat tolikšna kot prej.

## Priznanja

### Poimenovanja
Po njem se imenuje krater Biot na Luni.